# 平湖城墙

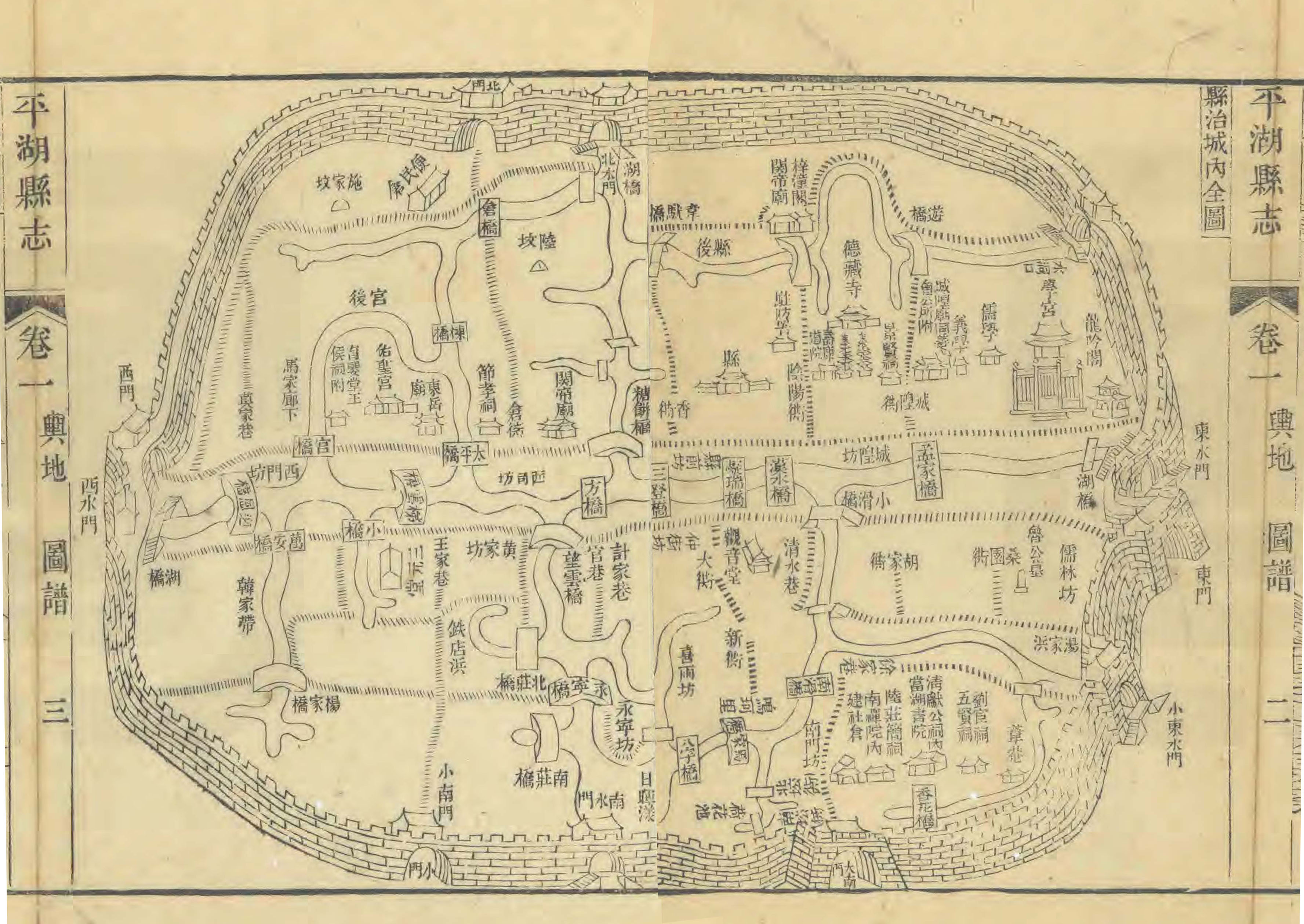
清乾隆四十五年（1780）《平湖县志》县治城内全图。

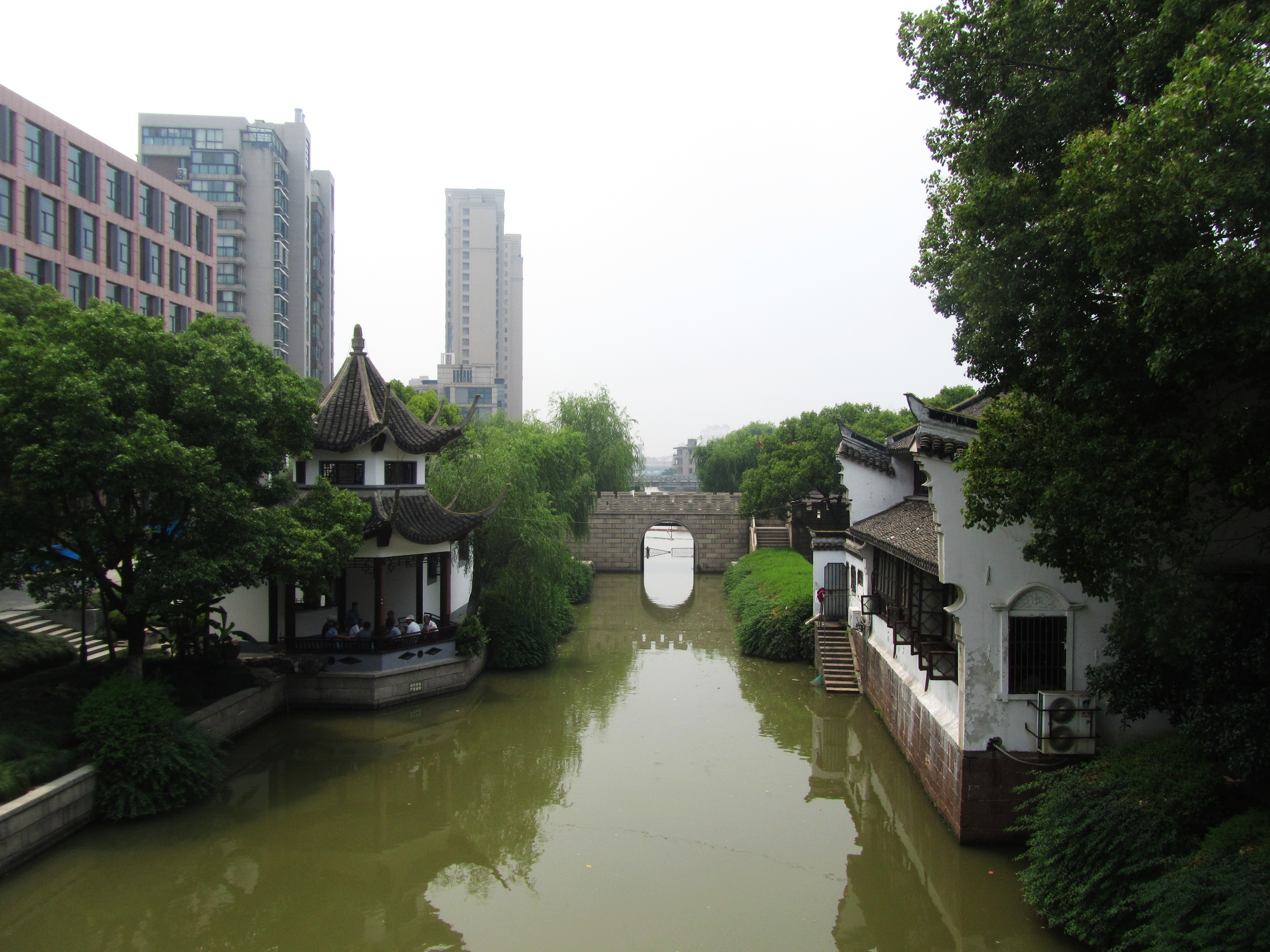
1998年在毓秀门旧址重建的水城门

平湖城墙为旧平湖县城城墙，位于今中华人民共和国浙江省嘉兴市平湖市当湖街道，始建于明嘉靖年间，现已不存。
平湖县为明宣德五年（1430）置县，属嘉兴府，县治设于当湖镇。嘉靖三十二年（1553）为抗击倭寇开始修筑城墙，当年冬季告竣。城墙东临当湖，略呈椭圆形，东西宽，南北狭，城周约九里（实为一千六百零九丈，约5148.8米），高二丈五尺（约8米），厚二丈（约6.4米），设陆门五座、水门五座，五座陆门分别为东门启元门、西门毓秀门、南门豫泰门、北门丰亨门以及南门西侧的小南门，东门与北门外设有瓮城，水门西、南、北各一座，东侧两座（东水门和小东水门，另在东水门北侧有水洞口），护城河宽五丈（约16米）。
至1952年平湖城墙基本轮廓尚在，1952年底至1953年底，先是城墙基础的石块被拆取以重建乍嘉公路西文王桥桥基，1954年继续拆取零星乱石以用于闵行驻军修建国防工程，同时拆取城墙砖铺设大南门至文昌桥（今建国南路与人民中路交叉口）一段的南门大街路面，1956年继续拆运城土填河、制砖等，至1969年已基本拆除完毕，并在1976年开始在城墙基的基础上修建了今日的环城路。
城内主要街道与河道呈两街夹一河的布局，市河贯通东西水门（东西城门不直接相对，东城门位于东水门南，西城门位于西水门北），市河北为大街，自西门毓秀门至龙吟阁（位于东水门北侧学宫前），北侧有十五条小巷与之相通，大街以北自西向东依次建有育婴堂、佑圣宫、东岳庙、节孝祠、关帝庙、县署、寿康道院、德藏寺、城隍庙和学宫（平湖县学文庙）等，今除城隍庙正殿外均已不存；市河南为小街，自西水门南侧至东门启元门，南侧有十四条小巷与之相通。此外在西北侧以仓街通北门丰亨门，南侧分别以大南门街、小南门街通南门豫泰门和小南门。